# Dennis Gansel

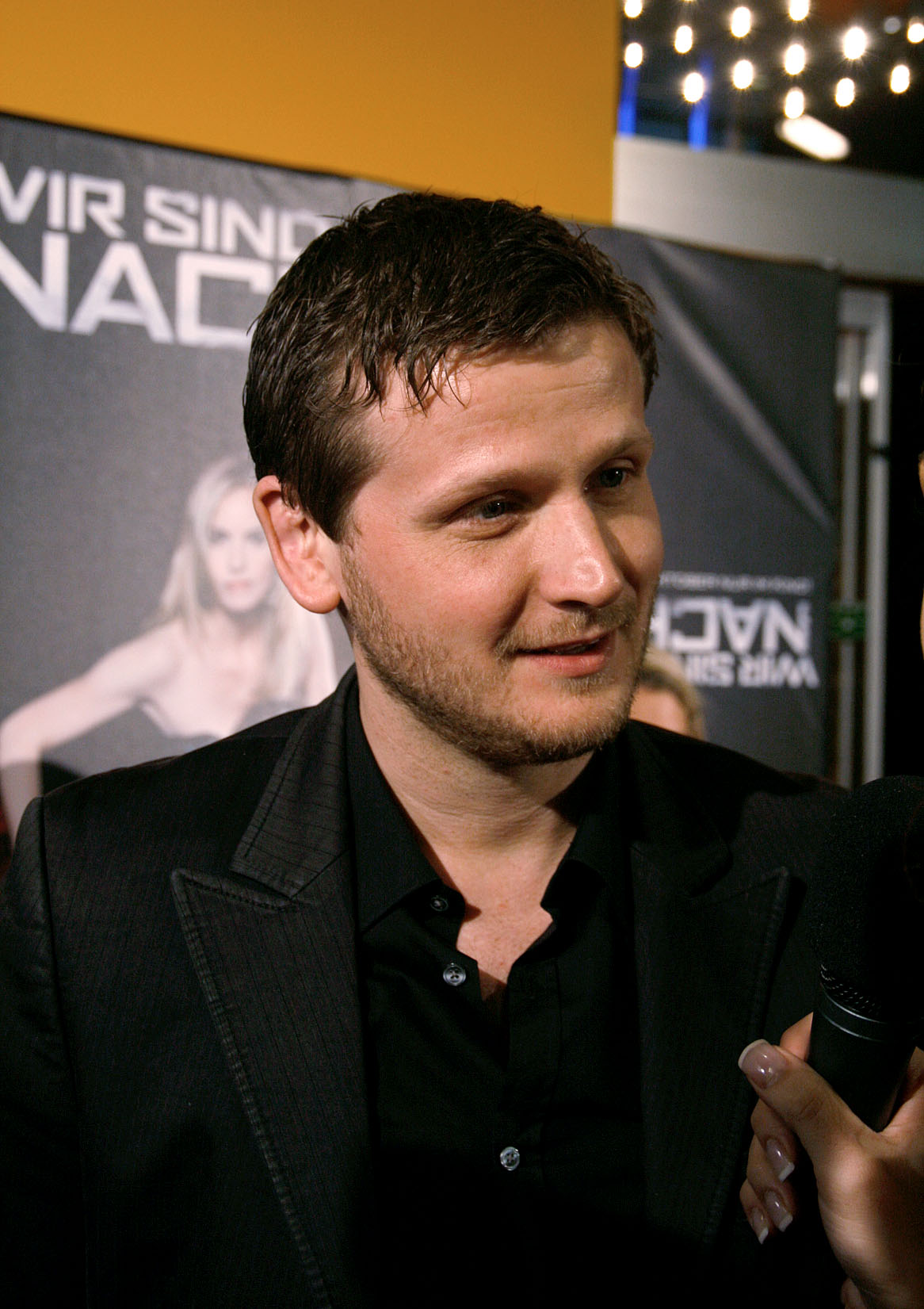
Gansel in 2010, bij de première van Wir sind die Nacht

Dennis Gansel (Hannover, 4 oktober 1973) is een Duits scenarioschrijver en filmregisseur. Hij was onder meer regisseur van de films Napola – Elite für den Führer en Die Welle.

## Filmografie
- The Wrong Trip (1995)
- Living Dead (1996)
- Im Auftrag des Herren (1998)
- Das Phantom (1999)
- Mädchen, Mädchen (2001)
- Napola – Elite für den Führer (2004)
- Die Welle (2008)
- Wir sind die Nacht (2010)
- Die vierte Nacht (2012)
- Mechanic: Resurrection (2016)

## Prijzen
- Adolf-Grimme-Preis voor Das Phantom (2001)
- Deutscher Filmpreis voor beste niet-verfilmd scenario voor Napola – Elite für den Führer
- Bayerischer Filmpreis voor Napola – Elite für den Führer (2005)